# أصم (شهر)
الأَصَمّ (أيضاً مُنْصِل الأَسِنّـَة أو المُحَرَّم) اسم شهر رجب في الجاهلية، وهو الشهر السابع من شهور السنة في الجاهلية.

## أصل التسمية
- سمي هذا الشهر الأصمّ لأنه كان لا يُسْمَع فيه لا حركةُ قتالٍ ولا قَعْقَعةُ سلاح، لكونه من الأشهر الحُرُم، من الأَصَمِّ وهو الذي لا يَسْمَعُ.
- سمي هذا الشهر مُنْصِل الأَسِنّـَة أَي مخرِج الأَسِنَّة من أَماكنها، لأن أهل الجاهلية كانوا إِذا دخل رجب نزَعوا أَسِنَّة الرِّماح ونِصالَ السِّهام إِبطالاً للقتال فيه وقطعاً لأَسباب الفِتَن، لكونه من الأشهر الحُرُم.